# Tratado de Turim (1760)
O Tratado de Turim de 1760 assinado a 27 Mar. 1760 entre a corte de França e a de Turim, delimita as fronteiras entre o Reino da França e o Reino da Sardenha baseando-se no curso de Ródano a partir de Genebra para o Sul.

## Pormenores
Alguns pontos assinalados no tratado
- X - a Provence e Nice cedem-se terrenos mutuamente para que a linha de partição seja feita pelas águas entre Var e Verdon
- XII - a navegação do Ródano na parte que serve de limite dos dois Estados, será inteiramente livre das duas sem que qualquer delas possa exigir qualquer direito ou imposto de navegação.
- XVII - a Abadia de Cheseri será reunida ao serviço episcopal de Genebra.
- XX - os nobres das províncias de Bresse, Bugey, Valromey & Gex, continuarão a usufruir  da  isenção de  qualquer tipo e de outras imposições  ordinárias e extraordinários dos bens que possuírem no Ducado de Saboia